# سبوراديس
سبوراديس (باليونانية: Βόρειες Σποράδες)‏) هو أرخبيل على طول الساحل الشرقي لليونان، إلى الشمال الشرقي من جزيرة وابية، في بحر ايجه. وتتألف من 24 جزيرة، منها 4 مأهولة بشكل دائم وهي : سكيروس, سكياثوس, سكوبيلوس, و en [الإنجليزية] Alonissos.